# Port de Piriac-sur-Mer
Le port de Piriac-sur-Mer est un port de plaisance situé sur la commune de Piriac-sur-Mer, dans le département français de la Loire-Atlantique.

## Présentation
Le port de Piriac-sur-Mer est un port à seuil admettant des bateaux d’une longueur inférieure à 13 m. Il offre un tirant d'eau limité à 2,1 m et une capacité d’accueil de 820 places.
La porte basculante à l’entrée permet le maintien à flot du bassin pendant la basse mer.
Il est géré par la chambre de commerce et d'industrie de Nantes et de Saint-Nazaire.
Celle-ci l’a aménagé en 1997, puis agrandi en 2005 pour le porter aux capacités actuelles.